# Карев, Пётр Александрович
Пётр Александрович Карев (род. 1927) — советский и российский геодезист, кандидат технических наук, профессор. Заслуженный работник геодезии и картографии России (1994)

## Биография
Родился 9 ноября 1927 года в селе Бугры Новосибирского района.
В 1948 году окончил с отличием Новосибирский институт инженеров геодезии, аэрофотосъемки и картографии (НИИГАиК) по специальности «Астрономо-геодезия». После окончания учёбы в плановом порядке был направлен на работу в Новосибирское аэрогеодезическое предприятие, в котором проработал в общей сложности больше 20 лет в должностях инженера, старшего инженера, начальника базисной и комплексных геодезических партий, начальника геодезического отряда № 47 (позже преобразован в Красноярское АГП).
С 1955 до 1956 года — руководитель комплексной геодезической партии Предприятия № 8. С 1957 до 1961 года — начальник геодезического отряда № 47 Предприятия № 8, г. Новосибирск.
В 1961 году как высококвалифицированный специалист с большим производственным опытом избирается в НИИГАиК (ныне СГУГиТ) по конкурсу на должность доцента. В 1963 году решением Высшей аттестационной комиссии утверждён в ученом звании «доцент» по кафедре «Высшая геодезия». В 1967 защитил кандидатскую диссертацию на тему «О построении геодезических сетей с применением свето- и радиодальномеров».
С 1961 до 1973 года работал на должностях доцента, заместителя декана, декана геодезического факультета, первого заведующего кафедрой экономики и организации топографогеодезического производства, проректора по учебной и научной работе. При активном участии П. А. Карева в НИИГАиК была открыта новая специальность — «Городской кадастр».
С февраля 1973 до 1980 года — начальник Предприятия № 8 ГУГК при СМ СССР.
В 1980 году избран по конкурсу на должность доцента кафедры геодезии. В 1996 году Высшей аттестационной комиссией утвержден в ученом звании профессора. Работал до 2010 года.

## Научная деятельность
Область научных интересов — геодезия, картография. Автор более 50 научных трудов, среди которых 2 конспекта лекций, 4 учебных пособия, одно из них — на монгольском языке.
Основные научные результаты:
Вёл занятия и создавал учебно-методические комплексы по специальности «Высшая геодезия».

## В культуре
Под своим именем выведен в книге Г. А. Федосеева «Смерть меня подождёт».

## Награды
- Медаль «За трудовое отличие»
- Медаль «За доблестный труд в ознаменование 100-летия со дня рождения В. И. Ленина»
- Медаль «Ветеран труда»
- Заслуженный работник геодезии и картографии Российской Федерации (13 сентября 1994) — за заслуги в области геодезии и картографии и многолетний добросовестный труд
- Знак «Отличник геодезии и картографии»
- Знак «За отличные успехи в работе»
- Награда «Памятный знак в честь 110-летия со дня основания города Новосибирска»
- Знак «Почетный работник высшего профессионального образования Российской Федерации»